# Saudi Basketball League
Il Campionato di pallacanestro dell'Arabia Saudita, conosciuto anche con il nome di Saudi Basketball League, è la massima divisione professionistica di pallacanestro dell'Arabia Saudita. Il torneo, organizzato dalla Federazione cestistica dell'Arabia Saudita, è posto sotto l'egida della FIBA Asia. La competizione si tiene con cadenza annuale, da ottobre a maggio, e vede la partecipazione di 10 squadre.
La prima edizione del campionato si è giocato nella stagione 1976-1977 e da quella prima edizione la competizione non è mai stata sospesa. La squadra ad aver vinto per il numero maggiore di edizioni è l'Ohod Medina, che per venti volte è stato incoronato campione d'Arabia Saudita..

## Formato
Fino alla stagione 2020-2021 la competizione è divisa in due fasi, prima veniva disputata una stagione regolare in cui tutte le squadre si scontrano due volte ciascuno per andare a determinare una classifica finale. Al termine della prima fase le prime sei squadre venivano ammesse ai play-off, con le due squadre classificatesi per prima e seconda nella stagione regolare ammesse direttamente alle semifinali. Nei play-off le squadre si sfidavano in delle serie al meglio delle tre in tutti i turni, determinando dopo la serie finale il campione nazionale
Dalla stagione 2021-2022 la competizione si svolge con la formula del girone unico all'italiana, con le dodici squadre che si affrontano in due sfide contro ogni altra opponente del campionato, per determinare al termine delle ventidue giornate la classifica finale. La squadra in testa alla classifica viene nominata campione nazionale, le ultime due della categoria vengono invece retrocesse nella Saudi Division I.

## Squadre partecipanti
Elenco delle squadre partecipanti all'edizione 2024-2025
| Squadre          | Città   |
| ---------------- | ------- |
| Al-Ahli Gedda    | Jeddah  |
| Al-Khaleej       | Saihat  |
| Al-Fateh         | Hofuf   |
| Al-Ittihad Gedda | Jeddah  |
| Al-Nassr         | Riyadh  |
| Al-Salam         | Qatif   |
| Al-Ula           | Al-'Ula |
| Ohod Medina      | Medina  |
| Al-Khuwaildiyah  | Qatif   |
| Al-Safa          | Safwa   |

## Albo d'Oro
- 1976-77:  Al-Hilal Riyad
- 1977-78:  Al-Shabab Riyad
- 1978-79:  Ohod Medina
- 1979-80:  Ohod Medina
- 1980-81:  Ohod Medina
- 1981-82:  Ohod Medina
- 1982-83:  Ohod Medina
- 1983-84:  Ohod Medina
- 1984-85:  Ohod Medina
- 1985-86:  Ohod Medina
- 1986-87:  Ohod Medina
- 1987-88:  Ohod Medina
- 1988-89:  Ohod Medina
- 1989-90:  Al-Hilal Riyad
- 1990-91:  Ohod Medina
- 1991-92:  Al-Hilal Riyad
- 1992-93:  Al-Hilal Riyad
- 1993-94:  Al-Hilal Riyad
- 1994-95:  Ohod Medina
- 1995-96:  Al-Ittihad Gedda
- 1996–97:  Al-Ittihad Gedda
- 1997-98:  Al-Ittihad Gedda
- 1998-99:  Al-Ittihad Gedda
- 1999-00:  Al-Ittihad Gedda
- 2000-01:  Al-Ittihad Gedda
- 2001-02:  Ohod Medina
- 2002-03:  Ohod Medina
- 2003-04:  Al-Ittihad Gedda
- 2004-05:  Al-Ittihad Gedda
- 2005-06:  Al-Ittihad Gedda
- 2006-07:  Al-Ittihad Gedda
- 2007-08:  Al-Ansar
- 2008-09:  Al-Ittihad Gedda
- 2009-10:  Al-Ittihad Gedda
- 2010-11:  Al-Ittihad Gedda
- 2011-12:  Ohod Medina
- 2012-13:  Al-Ittihad Gedda
- 2013-14:  Al-Fateh
- 2014-15:  Ohod Medina
- 2015-16:  Al-Ittihad Gedda
- 2016-17:  Al-Ittihad Gedda
- 2017-18:  Ohod Medina
- 2018-19:  Ohod Medina
- 2019-20:  Ohod Medina
- 2020-21:  Al-Nassr
- 2021-22:  Al-Hilal Riyad
- 2022-23:  Al-Ahli Gedda
- 2023-24:  Al-Hilal Riyad
- 2024-25:  Al-Ittihad Gedda

## Titoli per club
| Club             | Vittorie | Anni vittoria |
| ---------------- | -------- | --- |
| Ohod Medina      | 20       | 1978/1979, 1979/1980, 1980/1981, 1981/1982, 1983/1984, 1984/1985, 1985/1986, 1986/1987, 1987/1988, 1988/1989, 1990/1991, 1994/1995, 2001/2002, 2002/2003, 2011/2012, 2014/2015, 2017/2018, 2018/2019, 2019/2020 |
| Al-Ittihad Gedda | 17       | 1995/1996, 1996/1997, 1997/1998, 1998/1999, 1999/2000, 2000/2001, 2003/2004, 2004/2005, 2005/2006, 2006/2007, 2008/2009, 2009/2010, 2010/2011, 2012/2013, 2015/2016, 2016/2017, 2024/2025                       |
| Al-Hilal Riyad   | 7        | 1976/1977, 1989/1990, 1991/1992, 1992/1993, 1993/1994, 2021/2022, 2023/2024 |
| Al-Ahli Gedda    | 1        | 2022/2023 |
| Al-Nassr         | 1        | 2020/2021 |
| Al-Fateh         | 1        | 2013/2014 |
| Al-Ansar         | 1        | 2007/2008 |
| Al-Shabab Riyad  | 1        | 1977/1978 |